# Station Cedry Wielkie
Station Cedry Wielkie is een spoorwegstation in de Poolse plaats Cedry Wielkie.